# Стенбок-Фермор Володимир Васильович
Володимир Васильович Стенбок-Фермор (8 жовтня 1866, Троїцько-Сафонове, Херсонська губернія, Російська імперія — 1950, Югославія) — російський агроном та політичний діяч.

## Життєпис
Народився 8 жовтня 1866 року в селі Троїцько-Сафонове Херсонської губернії. Нащадок дворянських родів Стенбоків та Ферморів за батьківською лінією, Сафонових — за материнською.
Закінчив Одеське реальне училище, після чого вступив до Петровської сільськогосподарської академії в Москві, яку закінчив зі званням агронома 1-го розряду.
По завершенню навчання оселився в родовому маєтку Троїцько-Сафонове (2225 десятин), заснував там двокласну школу, поштово-телеграфний відділ, лікарський та ветеринарний пункти, кредитне товариство, ярмарки тощо.
1895 року обраний почесним мировим суддею та повітовим, а з 1898 року — губернським земським гласним. 1902 року обраний головою Херсонської губернської земської управи. Завдяки довірі міністра внутрішніх справ В'ячеслава Плеве домагався прийняття рішень, що суперечили поглядам місцевої губернської влади. Через відмову підписати рішення з'їзду земських діячів у Москві в листопаді 1904 року полишив посаду голови земської управи. Також служив херсонським повітовим предводителем дворянства.
1906 року за розпорядженням головного управління Червоного Хреста перевіряв діяльність його організацій з боротьби проти неврожаю в Орловській та Тульській губерніях.
1907 року обраний депутатом Державної думи Російської імперії II скликання від Херсонської губернії, де увійшов до Групи правих та поміркованих. 10 листопада 1908 року обраний депутатом Думи III скликання замість Еммануїла Саргані, який склав мандат. Під час другої сесії скликання увійшов до складу фракції помірковано правих, під час третьої — фракції націоналістів, а протягом четвертої та п'ятої — групи незалежних націоналістів. Підтримував проведення аграрної реформи Петра Столипіна.
8 січня 1914 року отримав чин дійсного статського радника.
Помер 1950 року в Югославії.

## Родина
Одружений з Євпраксією Олексіївною Сомовою. У шлюбі народилося двоє синів:
- Василь (27 травня 1895 — 26 жовтня 1896);
- Андрій (21 жовтня 1897 — 13 липня 1920).

## Нагороди
- Орден Святого Володимира IV ступеня (1905)
- Медаль «У пам'ять царювання імператора Олександра III»
- Медаль «У пам'ять 300-річчя царювання дому Романових»[6]